# M5
 Тази статия е за звездния куп.  За модела автомобили вижте БМВ Серия 5.  
М5 (също познат като Месие 5 или NGC 5904) е кълбовиден звезден куп в съзвездието Змия.
М5 има ширина 175 светлинни години и съдържа над 100 000 звезди. M5 също съдържа над 96 променливи звезди. През 1899 г. са открити 85 късопериодични променливи в този куп, от типа RR от Лира. М5 има елиптична форма и е един от най-старите сферични купове – неговата възраст се оценява на 13 млрд.години. Има диаметър около 130 св.г., което го прави един от най-големите сферични звездни купове. М5 се отдалечава от нас със скорост около 50 км/сек и има магнитуд 5.6m.
Открит е от немския астроном Годфрид Кърч през 1702 г.
В Нов общ каталог се води под номер NGC 5904.
Разстоянието до М5 e изчислено на около 24 500 светлинни години.